# Provincia di Camaná
La provincia di Camaná è una provincia del Perù, situata nella regione di Arequipa.

## Geografia antropica

### Suddivisioni amministrative
La provincia di Camaná comprende otto  distretti:
- Camaná[1]
- José María Quimper[2]
- Mariano Nicolás Valcárcel[3]
- Mariscal Cáceres[4]
- Nicolás de Piérola[5]
- Ocoña[6]
- Quilca[7]
- Samuel Pastor[8]